# Blackbirding

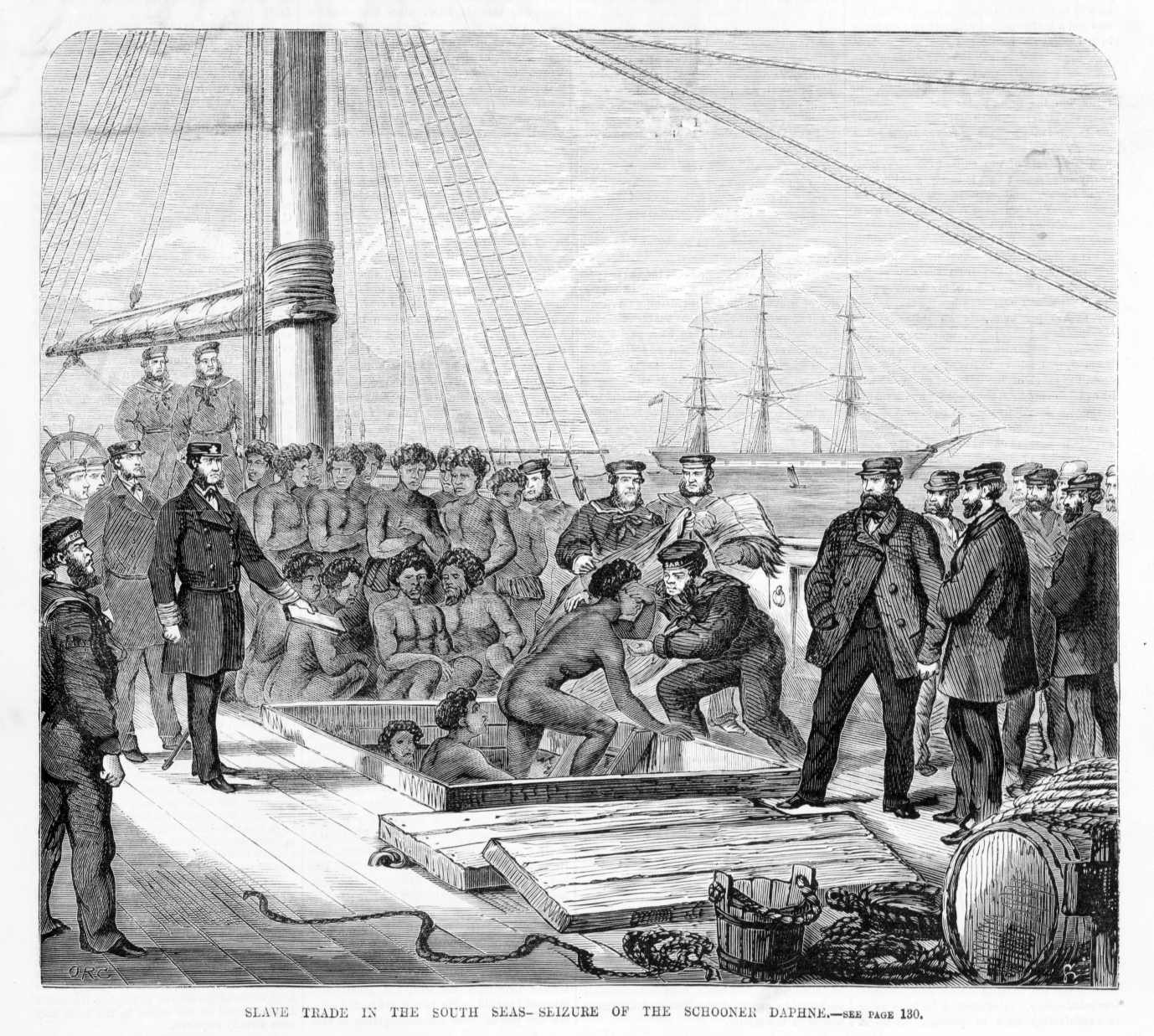
Liberación de los pasajeros del buque Daphne por la Marina británica en 1869.

Blackbirding es un término inglés que se refiere a la contratación engañosa y al rapto de mano de obra indígena en las islas del Pacífico Sur en el siglo XIX. Esta práctica permitía conseguir y disponer de trabajadores en condiciones cercanas a la esclavitud para las explotaciones agrícolas de Queensland y Nueva Gales del Sur (Australia) y de las islas Fiyi, así como la explotación del guano de las Islas Chincha del Perú. El blackbirding se desarrolló principalmente entre 1860 y 1901.

## Etimología
El término blackbirding procede de la contracción de blackbird catching, literalmente "caza del mirlo". En el argot de los colonos de Australia, se llamaba blackbird (mirlo) a las poblaciones autóctonas. Se piensa que la expresión podría también derivar de una expresión más antigua, blackbird shooting, que empleaban los primeros colonos europeos para referirse a un tipo de caza recreativa en la que las presas eran aborígenes australianos.

## Características del blackbirding
El estado de Queensland, en el noreste de Australia, fue una colonia británica dotada de un autogobierno hasta su incorporación en la Commonwealth en 1901, como parte de la Mancomunidad de Australia. En torno a 1860, para satisfacer la creciente demanda en mano de obra de las industrias agroalimentarias de Australia, se empezaron a "reclutar" trabajadores nativos no europeos de Nueva Caledonia y de las islas cercanas, así como a aborígenes de la misma Australia. Empleados los primeros años en las plantaciones de algodón y en explotaciones madereras, se destinaron también a las explotaciones ganaderas, al cultivo de perlas (como en Broome), a la industria pesquera y al servicio doméstico.
Se les conocía como kanakas, un término derivado del francés canaque que sigue designando en la actualidad a las poblaciones autóctonas de Nueva Caledonia. Desde principios del siglo XX la legislación australiana les designa como Isleños del Pacífico Sur (South Sea Islanders).
En las Islas Fiyi, el blackbirding empezó en 1864 cuando llegaron los primeros trabajadores de Nueva Caledonia y de las Islas Salomón para trabajar en las plantaciones de algodón. El algodón se había convertido en una materia escasa -y en un negocio muy rentable- desde que la guerra civil estadounidense había bloqueado las exportaciones de algodón de los Estados Unidos del Sur. Pero los nativos de Fiyi no eran proclives a aceptar una contratación fija y prolongada, por lo que los dueños europeos de la plantaciones que se habían instalado allí buscaron mano de obra en otras islas de Melanesia.
Entre los años 1862 y 1863, barcos peruanos, así como algunos barcos chilenos bajo bandera peruana, peinaron las islas menores de la Polinesia desde la Isla de Pascua hasta Tuvalu y Kiribati en busca de mano de obra para compensar su carencia en Perú.
El área de captación se fue ampliando paulatinamente hasta cubrir la casi totalidad de la Melanesia, hasta los límites con Micronesia y Polinesia: Vanuatu, Papúa Nueva Guinea, las Islas Salomón, Nueva Caledonia, Samoa, Kiribati, Tuvalu y Niue, cerca de Nueva Zelanda. Los métodos de contratación casi siempre recurrían a la coerción.
El blackbirding adoptaba diversas formas. Algunos trabajadores aceptaban voluntariamente ir a trabajar a Australia, pero muchos eran engañados e incluso raptados a la fuerza. Se estima que un 5 % de los isleños eran capturados violentamente, y que un mínimo de 20 a 25 % de ellos eran captados mediante prácticas ilícitas. Muchos morían a bordo debido a las pésimas condiciones higiénicas, o en las plantaciones por las duras condiciones de trabajo y la falta de asistencia sanitaria. Si este tema es aún fuente de debate, las tasas de mortalidad entre trabajadores importados no son discutidas. Cuando la tasa de mortalidad entre la población habitual de Queensland era de 13,03 por 1000, la tasa de mortalidad de los trabajadores en provenencia de las islas oceánicas era de 62,89 por 1000. Otras fuentes estiman que la tasa de mortalidad de la población isleña del Pacífico empleada en Queensland era de 51,1 por 1000 entre 1868 y 1904, alcanzando 147,7 en 1884. En el mismo tiempo la tasa para los anglo australianos era de 15 a 17 por 1000. En las Islas Fiyi, las condiciones de vida de los trabajadores melanesios era aún peor que las de los trabajadores contratados procedentes de la India. En 1875, el oficial responsable de los asuntos sanitarios de las islas, el médico Sir William MacGregor, registró una tasa de mortalidad de 540 por 1000 entre los trabajadores melanesios.
El número de isleños víctimas del blackbirding es aún tema de controversia, en parte debido a la falta de censo riguroso. Las cifras más bajas avanzan un mínimo de 62.000 personas, pudiendo alcanzar según las fuentes las 90.000 personas.

## Evolución de la legislación
La esclavitud había sido abolida en el imperio británico en 1833, fecha de la promulgación del Slavery Abolition Act. Frente al incremento del blackbirding, el Estado de Queensland aprobó en 1868 el Polynesian Labourers Act, primera legislación destinada a regular el tráfico de mano de obra destinada a ese territorio. Se les consideraba oficialmente como indentured labourers, o trabajadores contratados libremente, para que no pudieran ser asimilados a esclavos y así respetar la legalidad. Esta ley no prohibía el rapto de personas, siempre que se les propusiera un contrato de trabajo aunque fuese contra su voluntad. Se les contrataba por lo tanto para un periodo de tiempo determinado, a cambio de un salario, de proveerles con alojamiento y comida, y de repatriarles una vez finalizado el contrato. Pero el cumplimiento de los contratos (cuando existían) no estaba supervisado por ninguna autoridad, y sus condiciones de vida se asemejaban más a la esclavitud. A la mayoría se les volvía a contratar a la finalización del contrato, y no se les solía devolver a su tierra de origen.
A partir de 1880 el Pacific Island Labourers Act, adoptado en Queensland, endureció las condiciones de contratación de trabajadores isleños de Oceanía a fin de garantizarles mejores condiciones de vida tanto a bordo de los buques que los trasladaban como en las explotaciones donde eran empleados. Por otro lado, se limitaba su contratación a tarea no cualificadas en la agricultura tropical y semi tropical. Un amendamiento de 1884 les prohibió trabajar en granjas y en la ganadería, en refinerías de azúcar, en el servicio doméstico y en las industrias marítimas, reservando estos empleos a los obreros blancos menos cualificados. En consecuencia, en las décadas siguientes los trabajadores oriundos del Pacífico Sur se concentraron en las plantaciones de caña de azúcar de Queensland.
En aquellas fechas, diversos juicios fueron celebrados en Australia contra hombres de negocio, dueños de plantaciones y capitanes de navíos acusados de esclavitud. Pero ésta no se pudo comprobar en la inmensa mayoría de los casos por alegar los mismos jueces que no podían darse casos de esclavitud en Australia o en las Islas Fiyi, países donde oficialmente se había erradicado. Tampoco se reconocía que pudiera haber trata de personas en las islas de origen si estas contaban con una representación diplomática británica. Las sentencias condenatorias se limitaban entonces a castigar delitos comunes como actos de violencia y homicidios cometidos contra los indígenas "reclutados".

## Hacia la supresión del blackbirding

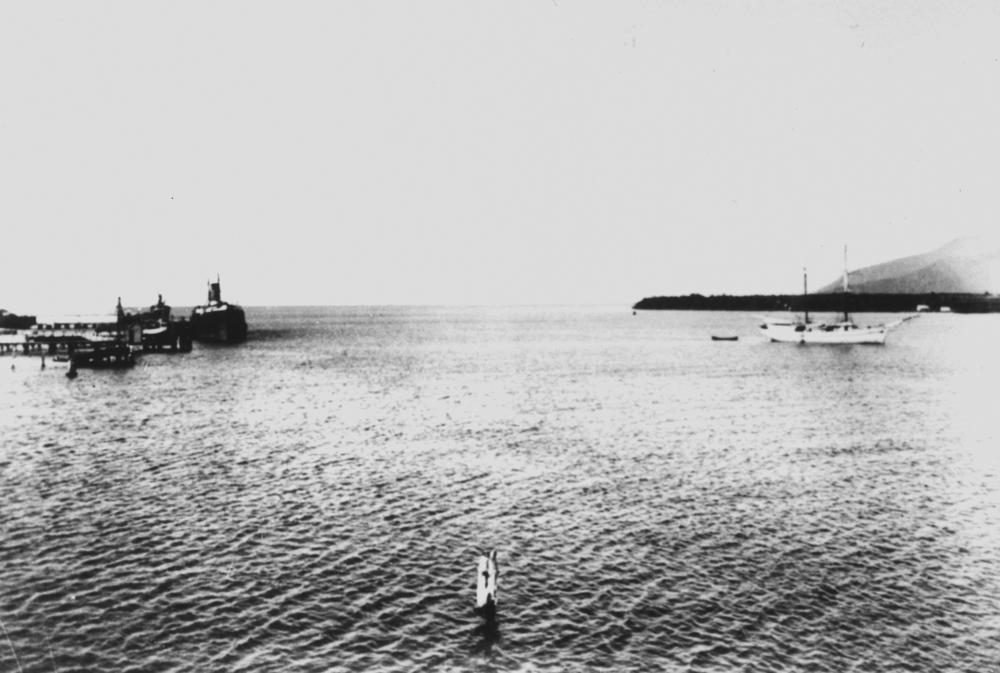
El Fearless (a la derecha), último navío de blackbirders en traer esclavos a Cairns, Australia.

Varios juicios por esclavitud tuvieron una fuerte repercusión mediática, y parte de la opinión pública australiana y británica (sociedades humanitarias y antiesclavitud, misionarios, oficiales coloniales y de la Royal Navy, prensa y políticos liberales) denunciaba reiteradamente que existía una trata de esclavos en el Pacífico Sur. Para proteger a los melanesios de la contratación forzosa, en 1872 se aprobó el Pacific Islanders Protection Act, conocido como el Kidnapping Act. En 1901 el Pacific Island Labourers Act, que completaba el Immigration Restriction Act promulgado unos días antes, limitó la inmigración de mano de obra melanesia en Australia, y ordenó la deportación de los que aún estaban en suelo australiano. Esta "repatriación" (el texto de la ley habla de "deportación") tuvo lugar entre los años 1906 y 1908.

## SigloXX
De los 10 000 isleños del Pacífico que trabajaban en Australia en los primeros años del siglo XX, se estima que 7500 fueron deportados. Cerca de 1400 obtuvieron un permiso de residencia en Australia, mientras que los demás permanecieron en el país de forma ilegal. Los isleños tuvieron que enfrentarse a la misma discriminación que los aborígenes australianos, con los que eran confundidos. En los años 1950 y 1960, lucharon junto a ellos en pro de la igualdad de derechos, y consiguieron que en 1967 un amendamiento de la Constitución australiana les otorgara la nacionalidad australiana.
En respuesta a las conclusiones del informe Call for Recognition elaborado a iniciativa del gobierno de Queensland en 1994, el gobierno de la Commonwealth reconoció oficialmente a la comunidad australiana de los isleños del Pacífico Sur como "un grupo étnico australiano distinto, con una historia y una cultura propia". El gobierno reconoció las injusticias cometidas por el sistema de contratación empleado con ellos en el siglo XIX, los graves agravios sufridos por los isleños y sus descendientes, y su contribución a la cultura, la historia y la economía de Australia.